# Decapitación

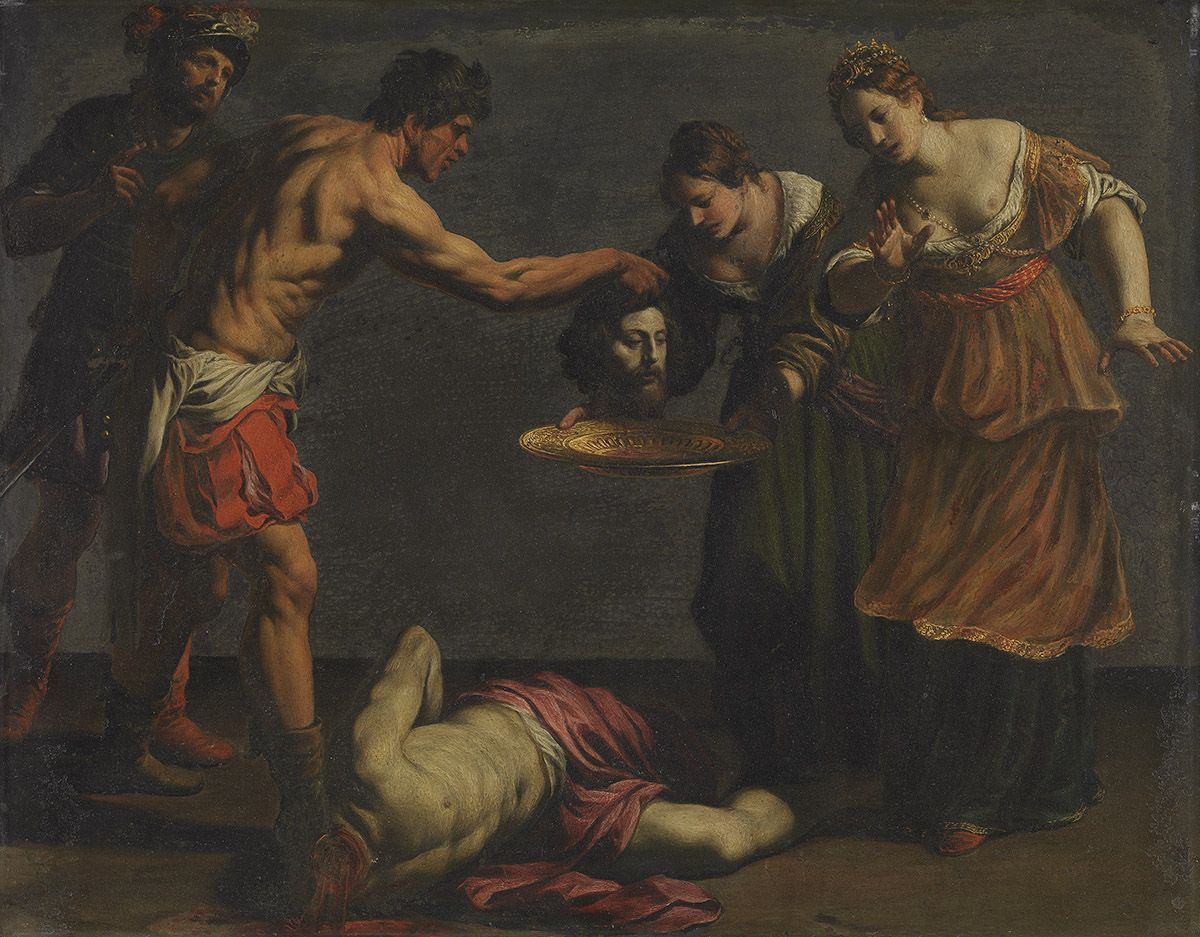
Decapitación de San Juan Bautista, de Alessandro Turchi.

La decapitación es la separación por cercenamiento de la cabeza y el cuerpo de un organismo vivo. Típicamente se refiere al proceso efectuado de forma intencional, por ejemplo: en la ejecución de un asesinato o una pena de muerte; sirviéndose de algún instrumento cortante como un hacha, espada, motosierra, cuchillo o mediante una guillotina. 

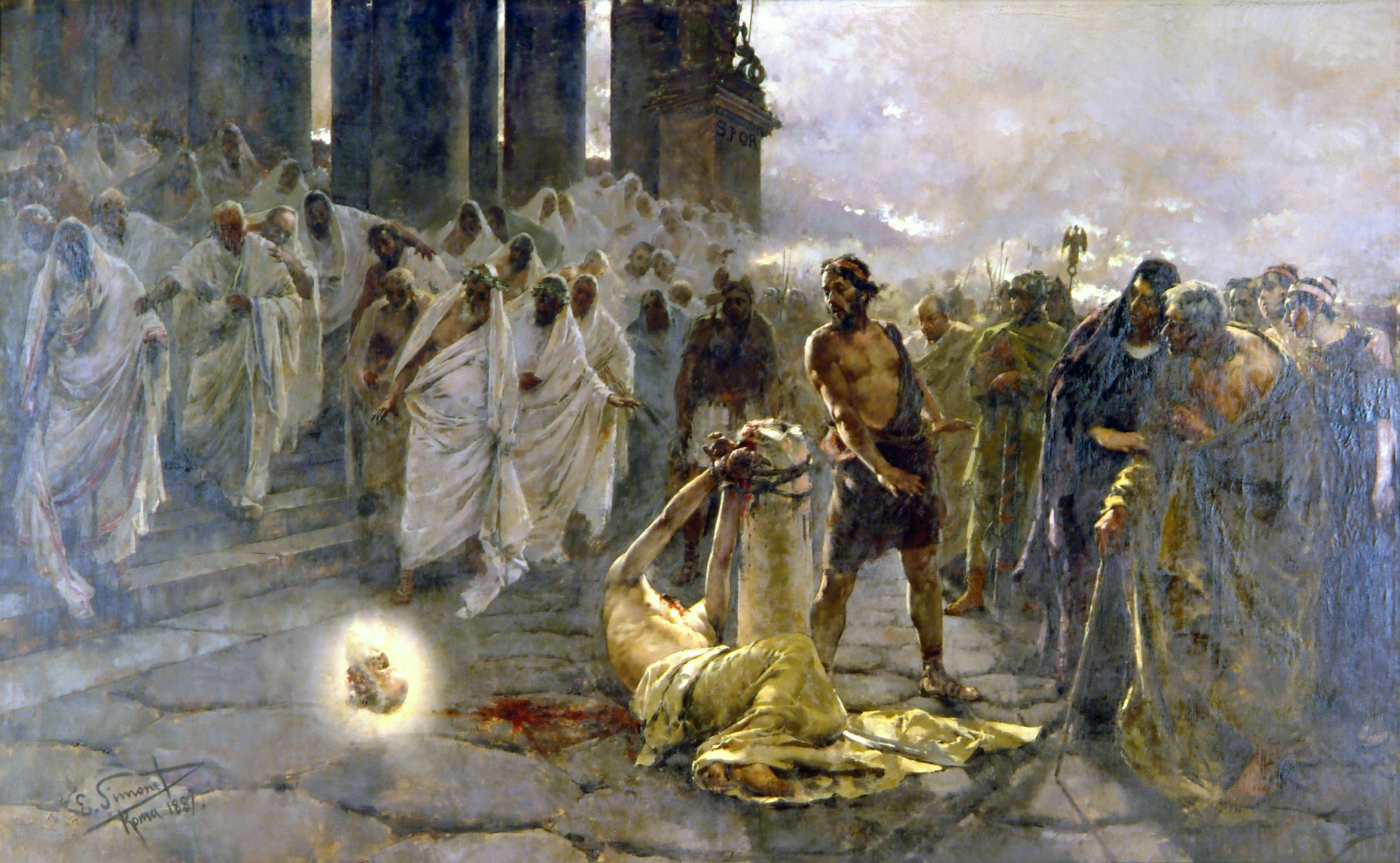
Decapitación de San Pablo, de Enrique Simonet de 1887.

La decapitación accidental suele ser resultado de una explosión, un accidente industrial, aéreo, o automovilístico u otra lesión violenta. El suicidio por decapitación es raro, pero no desconocido.
La sección de la cabeza al resto del cuerpo humano produce la muerte: origina una gran salida de sangre del cuerpo decapitado y de la cabeza, causando una disminución masiva de la presión sanguínea, rápida pérdida de conciencia y consecuentemente la muerte cerebral. Aun si la salida de sangre fuera detenida, la falta de circulación para suplir oxígeno al cerebro conllevaría la muerte cerebral. Por ello, la efectividad en la intervención médica llega a ser insuficiente para tratar a un paciente decapitado.
Como forma de ejecución, la decapitación se ha utilizado desde la antigüedad. Al principio, era la forma utilizada preferentemente a reos de carácter noble, dado que se trata de un sistema que provoca un menor sufrimiento en el condenado. En Roma, por ejemplo, era una ejecución reservada a personas con la ciudadanía romana. Tras la Revolución francesa se instituyó la guillotina como forma más humanitaria de ejecutar a un condenado.
En el Japón feudal e incluso en la era moderna, la decapitación se practicaba en la segunda parte del Seppuku   mediante un Kaishakunin quien terminaba con la agonía del suicida. En el África suroriental, las guerras tribales del siglo XX dejaron un gran saldo de decapitados y mutilados por machetes.
Por otro lado, en países como Estados Unidos, se utiliza preferentemente la inyección letal; en México, el número de decapitaciones se ha incrementado a raíz de la violencia y la guerra del narcotráfico que azota a ese país.